# Theta Columbae
Theta Columbae (θ Col) este denumirea Bayer a unei stele din constelația Porumbelul. Este o stea subgigantă albastră. Are o magnitudine aparentă de 4,993. Se află la o distanță de aproximativ 762 ani-lumină (233,63 parseci) de Pământ.
Stele α Col, ζ CMa, λ CMa, δ Col, θ Col, κ Col, λ Col, μ Col și ξ Col au format Al Ḳurūd (ألقرد - al-qird), Maimuțele.